# Popis hrvatskih veleposlanika u Belgiji
Republika Hrvatska i Kraljevina Belgija održavaju diplomatske odnose od 10. ožujka 1992. Sjedište veleposlanstva je u Bruxellesu.

## Veleposlanici
Veleposlanstvo Republike Hrvatske u Kraljevini Belgiji osnovano je odlukom predsjednika Republike od 13. travnja 1992.
| Veleposlanik                | Postavljenje       | Opoziv             | Sjedište  |
| --------------------------- | ------------------ | ------------------ | --------- |
| Janko Vranyczany Dobrinović | 3. srpnja 1992.    | 31. kolovoza 1997. | Bruxelles |
| Željko Matić                | 1. rujna 1997      | 1. veljače 2000.   | Bruxelles |
| Ljubomir Čučić              | 9. studenoga 2000. | 30. srpnja 2001.   | Bruxelles |
| Ljerka Alajbeg              | 28. rujna 2001.    | 31. srpnja 2007.   | Bruxelles |
| Boris Grigić                | 1. kolovoza 2007.  | 31. kolovoza 2012. | Bruxelles |
| Mario Nobilo                | 1. rujna 2012.     | 31. kolovoza 2017. | Bruxelles |
| Josip Paro                  | 1. rujna 2018.     |                    | Bruxelles |

## Vanjske poveznice
- Belgija na stranici MVEP-a